# Hacıkasım, Şile
Hacıkasım là một xã thuộc huyện Şile, tỉnh Istanbul, Thổ Nhĩ Kỳ.